# 膨大韧革菌属
膨大韧革菌属（学名：Inflatostereum）是原毛平革菌科下的一个属。

## 下属物种
本属包括以下物种：
- 光膨大韧革菌 Inflatostereum glabrum (Pat.) D.A.Reid
- Inflatostereum radicatum (Pat.) D.A.Reid